# Frank P. Keller
Frank P. Keller (4 de fevereiro de 1913 — Los Angeles, 25 de dezembro de 1977) é um editor estadunidense. Venceu o Oscar de melhor montagem na edição de 1969 por Bullitt.